# Сореску, Деян
Де́ян Кри́стиан Соре́ску (рум. Deian Cristian Sorescu; 29 августа 1997, Молдова-Ноуэ) — румынский футболист, полузащитник клуба «Ракув» и сборной Румынии. Участник чемпионата Европы 2024.

## Клубная карьера
Воспитанник клуба «Политехника» (Тимишоара), где академии которого попал в возрасте десяти лет. После расформирования клуба в 2012 году Деян перешел в преемник клуба «Поли Тимишоара», где также выступал за молодежные команды. В 16 лет он был отдан в аренду в клуб третьего румынского дивизиона «Миллениум» (Джармата), а в 2015 году вернулся в «Тимишоару».
Дебютировал за клуб в Лиге 2 в сезоне 2014-15, где команда заняла первое место и вышла в Лигу 1. В высшем дивизионе Сореску дебютировал 16 мая 2015 года во время выездного матча против «Петролула», заменив на 79 минуте либерийца Алекса Немели (2:3). Впрочем, закрепиться в основе команды Деян так и не сумел, сыграв за полтора года в высшем дивизионе Румынии всего 7 матчей и забил 1 гол, покинув команду в январе 2017 года.
В апреле 2017 года Сореску подписал контракт с другим местным клубом «АСУ Политехникой», в которой провел следующие полтора года во втором дивизионе как основной игрок.
В июле 2018 года Сореску присоединился к бухарестскому «Динамо». В сезоне 2019/20 он стал лучшим бомбардиром «Динамо», забив 11 голов во всех соревнованиях.

## Карьера в сборной
В марте 2019 года сыграл два товарищеских матча в составе молодежной сборной Румынии.
2 июня 2021 года дебютировал за национальную сборную Румынии в товарищеском матче против Грузии (1:2).